# غيرهارد شتروبر
غيرهارد شتروبر (Gerhard Struber) هو مدرب كرة قدم نمساوي ولاعب سابق.
يشغل حالياً منصب المدير الفني لنادي ريد بل زالتسبورغ الذي ينافس في الدوري النمساوي الدرجة الأولى.

## وصلات خارجية
- غيرهارد شتروبر على موقع قاعدة بيانات كرة القدم.إي يو (الإنجليزية)
- غيرهارد شتروبر على موقع Soccerbase.com (مدرب) (الإنجليزية)
- غيرهارد شتروبر على موقع Soccerway.com (الإنجليزية)
- غيرهارد شتروبر على موقع عالم كرة القدم.نت (الإنجليزية)